# فريتز تي إبستاين
فريتز تي إبستاين (بالألمانية: Fritz T. Epstein)‏ هو أستاذ جامعي ومؤرخ أمريكي وألماني، ولد في 1898 في سرغومين في فرنسا، وتوفي في 1979 في لونبورغ في ألمانيا.